# Долбизно
До́лбизно (бел. Доўбізна) — посёлок в Каменецком районе Брестской области Белоруссии. Входит в состав Верховичского сельсовета.

## Достопримечательности
- Братская могила (1944) — историко-культурная ценность Республики Беларусь.

## Спорт
- Футбольный клуб «Нива» — победитель Второй лиги Белоруссии по футболу 2022.